# Wyeth
Wyeth, anteriormente conocido como American Home Products (AHP), fue una de las compañías farmacéuticas más grandes del mundo. La compañía está establecida en Madison, Nueva Jersey. Es conocida por ser la fabricante de medicamentos como Robitussin o Advil (Ibuprofeno), además de aquellos que requieren de prescripción como lo son Premarin y Effexor.
El 23 de enero de 2009 el Wall Street Journal informó que Wyeth tenía una oferta de compra por parte de la compañía farmacéutica Pfizer por 68.000 millones de dólares. El 25 de enero Pfizer aceptó la compra utilizando dinero, préstamos y acciones, el trato se cerró el 29 de octubre de 2009. Adquirida por Pfizer en 2011 y cerrada en 2012.

## Historia

### Período 1860-1899
En 1860, los farmacéuticos John Y Frank Wyeth inauguran una farmacia en la calle Walnut en Filadelfia, la cual tenía también un pequeño laboratorio de investigación. En 1862, en respuesta a la demanda local, comenzaron a fabricar aquellos medicamentos que eran comúnmente más prescritos. En 1864, durante la guerra civil estadounidense, Wyeth abasteció de medicamentos al ejército estadounidense.
En 1872, Henry Bower, un empleado de la compañía, desarrollo una máquina que permitía la fabricación de comprimidos de forma rápida y precisa, posibilitando la producción en masa de los mismos. En 1883 Wyeth inauguró su primera planta de producción en Montreal, Canadá. En 1889, los hermanos Wyeth venden la farmacia de Filadelfia, debido a un incendio que la destruyó. Razón por la que se dedicaron exclusivamente a la producción en masa.

### Período 1900-1929
En 1907, John Wyeth murió, por lo que su hijo único, Stuart, se convirtió en el presidente de la compañía. El 4 de febrero de 1926, es constituida la compañía "American Home Products", teniendo como sede el edificio Whitehall en el centro de Manhattan. En 1929 muere Stuart, dejando el control de la compañía a la Universidad de Harvard.

### Período 1930-1949
En 1930, Wyeth adquirió Anacin un producto especializado en el dolor de cabeza que pronto se convirtió en el más importante para la compañía. Un año después, Harvard vendió Wyeth a American Home Products por 2.9 millones de dólares.
En 1935, un contador público llamado Alvin G. Brush se convirtió en el director ejecutivo de la compañía, puesto que ocupó durante 30 años. Fue bajo la dirección de Brush que se adquirieron 34 nuevas empresas, incluyendo Chef Boyardee y la S.M.A. Corporation.
En 1941, a causa del estallido de la Segunda Guerra Mundial y la eventual entrada de los Estados Unidos al conflicto, Wyeth distribuyó diversos tipos de medicamentos a las fuerzas armadas, razón por la cual fue posteriormente recompensado debido a sus contribuciones. Fue durante este tiempo que abrieron un laboratorio dirigido a la investigación de la penicilina.
En 1943, Wyeth adquirió la G. Washington Coffee Refining Company, una compañía de café instantáneo creada por George Washington.
En 1945, Wyeth adquirió la Fort Dodge Serum Company, entrando así al campo de la salud animal en el cual siguen hoy en día.